# القانون الأوروبي الواحد
القانون الأوروبي الواحد (بالإنجليزية: Single European Act)‏ هو أول مراجعة رئيسية لمعاهدة روما لعام 1957. حدد القانون المجتمع الأوروبي هدفًا يتمثل في إنشاء سوق واحدة بحلول 31 ديسمبر 1992، وسابقًا للسياسة الخارجية والأمنية المشتركة للاتحاد الأوروبي التي ساعدت في تقنين التعاون السياسي الأوروبي ‏. تم التوقيع على المعاهدة المعدلة في لوكسمبورغ في 17 فبراير 1986 وفي لاهاي في 28 فبراير 1986. فيما دخلت حيز التنفيذ في 1 يوليو 1987 تحت إشراف مفوضية ديلور ‏.
كان العنصر الأساسي للقانون هو إنشاء سوق واحدة داخل المجموعة الأوروبية بحلول عام 1992. وكان الاعتقاد السائد هو أن إزالة الحواجز غير الجمركية أمام التجارة والاستثمار داخل المجتمع عبر الحدود ستوفر مثل هذه التدابير للدول الأعضاء الاثنتي عشرة حافزًا اقتصاديًا واسع النطاق. لتسهيل إزالتها، قام القانون بإصلاح العملية التشريعية للمجتمع من خلال إدخال إجراءات التعاون ‏ ومن خلال توسيع تصويت الأغلبية المؤهلة إلى مناطق جديدة. كما تم اتخاذ تدابير لتقصير العملية التشريعية.
وتحضيراً لمعاهدة ماستريخت عام 1992، أعلن الموقعون على القانون الأوروبي الواحد أنهم "تحركوا بالإرادة لمواصلة العمل الذي تم على أساس المعاهدات المؤسسة للجماعة الأوروبية وتحويل العلاقات ككل بين دولهم إلى اتحاد أوروبي".